# Lennart Blomberg
Anders John Lennart Blomberg, född 5 mars 1913 i Lund, död 4 maj 2007 i Mölle, var en svensk väg- och vattenbyggnadsingenjör. 
Blomberg, som var son till disponent Ragnar Blomberg och Astrid Johnson, avlade studentexamen 1931, reservofficersexamen 1933 och utexaminerades från Chalmers tekniska högskola 1937. Han blev ingenjör vid Vattenfallsstyrelsen 1937, vid Malmö stads vatten- och avloppsverk 1938, rörnätsingenjör där 1940, arbetschef vid  Malmö stads gatukontor 1945 och var gatuchef i Helsingborgs stad/kommun 1954–1978.  Under en resa Rotterdam uppmärksammade han gågatorna, vilket 1961 ledde till tillkomsten av en av Sveriges första dylika, Kullagatan i Helsingborg. Han blev kapten i Väg- och vattenbyggnadskåren 1943 och var statistikredaktör vid Svenska kommunaltekniska föreningen 1946.